# Crinodes dissimilis
Crinodes dissimilis är en fjärilsart som beskrevs av Augustus Radcliffe Grote 1870. Crinodes dissimilis ingår i släktet Crinodes och familjen tandspinnare. Inga underarter finns listade i Catalogue of Life.